# La Flamme au poing
La Flamme au poing est un roman de Henry Malherbe publié aux éditions Albin Michel en 1917. Il reçoit la même année le prix Goncourt.

## Historique
Le roman reçoit le prix Goncourt dans une période où de nombreux ouvrages d'écrivains combattants, à tendance patriotique, revenus du front, paraissent. Il remporte le prix au quatrième tour de scrutin face aux Lectures pour une ombre de Jean Giraudoux,.
Malherbe dédia son roman à René Delange.

## Résumé
Il s'agit d'un récit de la guerre mondiale en cours concernant les combats des tranchées et la vie des poilus.

## Éditions
- La Flamme au poing, éditions Albin Michel, 1917.